# 路下站
路下站（朝鲜语：／ Roha yŏk */?）是朝鮮民主主義人民共和國平安北道郭山郡郭山邑路下里的一個鐵路車站，属于平义线。

## 邻近车站
平义线
郭山站 - 路下站 - 宣川站